# Изложба графике из „Фонда младих” (1998)
Изложба графике из „Фонда младих” се одржала у периоду од 30. јула до 31. августа 1998. године, у Уметничком павиљону „Цвијета Зузорић” у Београду.

## Излагачи
1. Биљана Вуковић
2. Милица Вучковић
3. Игор Драгичевић
4. Живко Ђак
5. Марио Ђиковић
6. Душица Жарковић
7. Милица Жарковић
8. Весна Зламалик
9. Марија Илић
10. Милица Јелић
11. Слободан Аби Кнежевић
12. Стеван Кнежевић
13. Илија Костов
14. Велизар Крсић
15. Ранка Јанковић Лучић
16. Бранка Марић
17. Славко Миленковић
18. Драган Милосављевић
19. Владан Мицић
20. Александра Паскутини
21. Мирослав Станојловић
22. Оливера Стојадиновић
23. Добри Стојановић
24. Љиљана Стојановић
25. Невенка Стојсављевић
26. Слободанка Ступар
27. Зорица Тасић
28. Станка Тодоровић
29. Радован Хиршл
30. Богданка Чабак